# 沃靈頓號驅逐艦 (DD-30)
沃靈頓號驅逐艦（舷號DD-30）是一艘隸屬於美國海軍的驅逐艦，為保爾丁級驅逐艦的九號艦。她是美軍第一艘以沃靈頓為名的軍艦，以紀念1812年戰爭時期的海軍軍官利維士·沃靈頓（Lewis Warrington）。
沃靈頓號在1909年於克雷普父子造船廠開始建造，在1910年下水，於1911年服役。接著沃靈頓號留在大西洋執勤。美國參與第一次世界大戰後，沃靈頓號被派往法國及愛爾蘭海域，掩護協約國商船。戰後沃靈頓號在1920年退役，最後在1935年除籍出售拆解。